# 브라이언 케이지
브라이언 크리스토퍼 버튼(영어: Brian Christopher Button, 1984년 2월 2일 ~ )은 링네임 브라이언 케이지(Brian Cage)로 잘 알려진 미국의 프로레슬링 선수이자 보디빌더이다.

## 내력
소년 시절부터 프로레슬링을 좋아하고 프로레슬링 프로그램을 계속 봤다고 있었다고한다. 시간이지나 새크라멘토의 아르코 아레나에서 열린 프로 레슬링 쇼를 관전하러 갔을 때 WCW, WWE에 소속해 있던 크리스 캐년과 만나 교우 관계를 가진다. 캐년과 만난 후 프로레슬러가 되는 것을 결의하고 교육에 힘써 2004년 MWF (Main-Event Wrestling)에서 프로레슬러로서의 경력을 시작하였다. PCW (Pro Championship Wrestling), APW (All Pro Wrestling) 등에 참전한 후 2006년에 캐년의 권유로 당시 WWE의 산하 단체였던 DSW에 입단하고 심신을 단련했다. 2007년 DSW을 탈퇴하고 캘리포니아를 주재하고 있던 인디 단체를 중심으로 참전하였다. 2008년 WWE와 디벨롭먼트 계약을 체결하여 입단하하여 크리스 로건(Kris Logan)이라는 링네임으로 산하 단체 FCW에서 데뷔하였다. FCW 플로리다 태그팀 타이틀을 획득할 만큼 활약을 보여 WWE로 승격하는 것도 시간의 문제라고 생각했지만 2009년 9월에 해고되었다. WWE 해고 후 캘리포니아 인디 단체를 중심으로 미국 전역의 인디 단체에서 활동하였다. 2010년에는 PWG (Pro Wrestling Guerrilla) 소속으로 활동하였고 같은 해 10월에는 MWF에서 원래 WWE에 소속되어 있던 케니 다이크스트라와 대전하였다. 2011년에는 프로레슬링 NWA Hollywood에 참전하였다. 2012년 5월, PWG에서 PWG 월드 챔피언십에 도전했지만 탈취에 실패했다. 같은 해 8월 30일 토털 논스톱 액션 레슬링에 입단해 다크매치에서 로비 E에게 패하였다. 2013년 1월 10일에는 TNA에서 열린 경기에서 제이 브래들리에게 패하였다.

## 경력
- APW 월드와이드 인터넷 챔피언 1회
- CWFH 헤리티지 태그팀 챔피언 2회 - 숀 릭커
- 아이언맨 헤비메탈웨이트 챔피언 1회
- DCW 헤비웨이트 챔피언 1회
- FSP 월드 헤비웨이트 챔피언 1회
- FCW 플로리다 태그팀 챔피언 1회 - 저스틴 가브리엘
- FSW 헤비웨이트 챔피언 1회
- 임팩트 월드 챔피언 1회
- 임팩트 X 디비전 챔피언 1회
- IWF 월드 챔피언 1회
- 루차 언더그라운드 기프트 오브 갓즈 챔피언 1회
- MWE 헤비웨이트 챔피언 1회
- M1W 태그팀 챔피언 1회 - 숀 릭커
- NAW 노스 아메리카 챔피언 1회
- PPW 헤비웨이트 챔피언 1회
- PWG 월드 태그팀 챔피언 1회 - 마이클 엘긴
- PWR 주니어 헤비웨이트 챔피언 1회
- PWR 태그팀 챔피언 2회 - 보더 패트롤
- WC 링마스터 챔피언 2회
- WC 사이드쇼 챔피언 1회
- WSH 헤비웨이트 챔피언 1회
- 워리어 레슬링 챔피언 1회